# Tim de Zwart
Tim de Zwart (Amsterdam, 23 september 1964) is een Nederlands acteur en regisseur.

## Loopbaan
De Zwart is het bekendst van zijn rol als Hoge Hoogte Piet, die hij van 2001 tot en met 2020 speelde in de televisieserie en films van De Club van Sinterklaas. Van 2002 tot en met 2004 speelde hij ook de schurk Meneer de Directeur in de serie. Ook heeft hij enkele bijrollen in de eerdergenoemde serie voor zijn rekening genomen.

## Persoonlijk
Op 29 juni 2023 werd De Zwart door de rechtbank Overijssel veroordeeld tot negen maanden gevangenisstraf waarvan zes voorwaardelijk voor ontucht met een minderjarig meisje.

## Filmografie

### Films
- Ferry, als man in garage (2021)
- De Club van Sinterklaas & Het Grote Pietenfeest, als Hoge Hoogte Piet (2020)
- Sinterklaas en de vlucht door de lucht, als Hoge Hoogte Piet (2018)
- De Club van Sinterklaas & Geblaf op de Pakjesboot, als Hoge Hoogte Piet (2016)
- De Club van Sinterklaas & De Verdwenen Schoentjes, als Hoge Hoogte Piet (2015)
- De Club van Sinterklaas & Het Pratende Paard, als Hoge Hoogte Piet (2014)
- T.I.M. (The Incredible Machine) (2014)
- De Club van Sinterklaas & De Pietenschool, als Hoge Hoogte Piet (2013)
- De Club van Sinterklaas & Het Geheim van de Speelgoeddokter, als Hoge Hoogte Piet (2012)
- New Kids Turbo (2010)
- Rent a friend (2000), als een vriend
- De boekverfilming (1999)
- Framed (1998)
- Blueprint (1993)

### Televisieseries
- Legacy, als spoorwegman (2023)
- Sihame, als vader Scorsese (2022)
- Flikken Rotterdam, als Dick Borgius (2021)
- Mocro Maffia, als junk (2018, 2021)
- Zuidas, als Mischa Stoppler (2018)
- Moordvrouw, als Helmut (2015)
- Jeuk, als Thijs (2014)
- Goede tijden, slechte tijden (2014), als arts van Nuran Baydar
- Flikken Maastricht, als Pierre Demeyere (2014)
- Adam en Eva, als makelaar Boets (2013)
- VRijland, als de gifman (2011)
- De avonturen van Kruimeltje (2010), als Klaas Beurtens
- De co-assistent (2010), als agent
- De Club van Sinterklaas (2001, 2003–2009), als Hoge Hoogte Piet, als Meneer de Directeur (2002–2004), als boer (2001), als politieagent (2006)
- Goede tijden, slechte tijden (2001), als Thymen de Lau
- Goudkust (1999-2000), als Ricardo
- Unit 13 (1998), als Remco Haas
- Baantjer (1995), als technisch rechercheur